# Borough of Bedford
Bedford ist eine Unitary Authority mit dem Status eines Borough in der Grafschaft Bedfordshire in England. Etwas mehr als die Hälfte der Einwohner lebt in Bedford, dem Verwaltungssitz. Weitere bedeutende Orte sind Eastcotts, Great Barford, Oakley, Stewartby, Turvey und Wootton.
Anders als die meisten englischen Verwaltungsbezirke hat Bedford einen direkt gewählten Bürgermeister.
Der Bezirk wurde am 1. April 1974 gebildet und entstand aus der Fusion des ursprünglichen Borough of Bedford, des Kempston Urban District und des Bedford Rural District. Zunächst hieß er Bedford District und hatte den Status District. Per königlichem Dekret wurde 1975 der Name in North Bedfordshire geändert, 1992 schließlich in Borough of Bedford.